# Gonogala lactea
Gonogala lactea är en fjärilsart som beskrevs av Butler 1882. Gonogala lactea ingår i släktet Gonogala och familjen mätare. Inga underarter finns listade i Catalogue of Life.